# レイセオン・エアクラフト・カンパニー
レイセオン・エアクラフト・カンパニー（Raytheon Aircraft Company）は米国カンザス州ウイチタを拠点とする航空機会社で、レイセオンの子会社。1994年9月設立。2006年12月売却予定の発表がなされ2007年3月26日で33億ドルでの売却が完了しレイセオン・エアクラフト・カンパニーという会社名は終了した。

## 歴史
1980年2月8日、「ビーチ・エアクラフト・コーポレーション」が「レイセオン・カンパニー」の子会社となる。1993年8月にはブリティッシュ・エアロスペース(BAe)から中型機ホーカー・ジェット機の製品ラインを買収し、「レイセオン・コーポレート・ジェッツ」とする。1994年9月に「ビーチ・エアクラフト・コーポレーション」と「レイセオン・コーポレート・ジェッツ」は合併し、「レイセオン・エアクラフト・カンパニー」となった。
2006年12月21日に、カナダの投資会社であるOnex Corporationや投資銀行ゴールドマン・サックスが合弁事業としてレイセオンの航空機事業であるレイセオン・エアクラフト社の買収を予定しているとレイセオン自身が発表、本社を米国カンサス州ウィチタとしてホーカー・ビーチクラフト・コーポレーション (Hawker Beechcraft Corporation) が設立される予定とあわせて発表された。レイセオンでなされたホーカーとビーチクラフトの事業をあわせた社名として名づけられている。

## 航空機
レイセオンとして生産販売された航空機には以下のものがある。

### ホーカー
- ホーカー 400XP
- ホーカー 850XP
- ホーカー 1000
- ホーカー 4000

### ビーチクラフト
- ボナンザ G36
- バロン G58
- キング・エア C90GT
- キング・エア B200
- キング・エア 350
- 1900 ビーチライナー
- プレミア IA

### 軍用機
- T-1A・ジェイホーク
- T-6・テキサンII/CT-156 ハーヴァード II
- T-34 メンター
- VC-6/U-21 ユート
- C-12 ヒューロン